# 趙昌 (景泰進士)
趙昌（1425年—1476年），字鳴盛，號朴庵，直隸寧國府涇縣人，軍籍，明朝政治人物。進士出身。

## 生平
生于洪熙元年，景泰元年（1450年）庚午科應天府鄉試第二十八名。景泰五年（1454年）甲戌科會試第一百五十四名，殿試登進士第二甲第九十二名。礼部观政，次年授户部主事，天順元年（1457年）历官户部郎中，以山西司庫金被竊下狱，謫長沙府同知。成化初，復为户部广西司郎中，丁母忧归，服阕，成化三年（1467年）復授山东司郎中，值蘇松旱灾，趙昌奉使檢核，奏减秋粮三十餘萬，民困以甦。成化五年二月升福建右参政，九年六月升山東右布政使，以父忧去。十二年（1476年）七月起复，九月復補山東，舟次德安府，生病调理，赴任九日，于十一月十五日卒于官，享年五十二。所至以清操著。有《朴庵文稿》八卷。

## 家族
曾祖父趙季能。祖父趙同輔。父亲趙洪簡。母宋氏，封太安人，加赠宜人。妻胡氏，封宜人。有子五人：赵宠、赵葩、赵愚、赵蒙、赵养。